# Краљевина Израел (Самарија)
Краљевина Израел (хеб. מַמְלֶכֶת יִשְׂרָאֵל, модерни: Mamlekhet Yisra'el, тиберијски: Mamléḵeṯ Yiśrāʼēl) је било, према Библији, једна од држава наследица старијег Уједињеног Израела. Верује се да је постојало од 930их п. н. е. све до 720их п. н. е., када га је покорило Асирско царство. Најважнији градови краљевине било су Сихем, Терса и Шомрон (Самарија). Историчари често називају ову државу Северном краљевином или Краљевина Самарија да га разликују од јужне Краљевине Јудеје.

## Пад Уједињене краљевине
Убрзане промене које су наступиле након Соломонове смрти показале су да је његова држава, и поред бројних успеха, била веома нестабилна и склона да се распадне на своје конститутивне делове. Тачно то се и догодило одмах после Соломонове смрти (око 930/922. године п. н. е.). У време Соломонове смрти, државе Арам Зобе и Дамаска постале су независне, а Едом се успешно побунио. Опис пада уједињене краљевине дат је у Првој књизи о царевима. У њој је дат редослед догађаја по којима је Соломон запоставио одржавање чистоће у вези са култом Јахве. То је за последицу имало уздизање супарничког краља северу. Устанак је подстакао пророк Ахија из Силоха који је прорекао Јеровоаму, надзорнику државних најамних радника, да ће постати краљ десет племена на северу. Соломон је неуспешно покушао да убије Јеровоама који бежи у Египат. Јеровоам је по Соломоновој смрти изазвао његовог сина и наследника Ровоама у вези са питањем захтева принудно рада који је Јудеја наметала северном суседу. Ровоам је охоло одбио захте. Након безуспешних покушаја да наметне послушност, Ровоам се повукао у Јерусалим. Од уједињене краљевине Израиља настале су две државе: Северна краљевина са седиштем у Самарији и Јужна краљевина са центром у Јерусалиму.

## Историја
Политичка историја Израела и Јудеје реконструисана је на основу библијског материјала. Између две државе нису увек били лоши односи. Повремено су склапани и политички бракови. Међутим, две државе су увек нелагодно коегзистирале и постојало је неколико крвавих ратова на граници. Израел је био далеко већи од свог јужног суседа што је значило да је чешће и уз веће штете био увлачен у велике сукобе.
Након Соломонове смрти, Северна краљевина била је политички нестабилна. Није имала општеприхваћеног краља нити признати центар. Због тога је једно време (до 876. године п. н. е.) трајала борба за контролу. И поред тога, Израел је остао стабилна политичка јединица. Важан владар Израела био је Омри (876—869) . Након успешног доласка на власт, Омри је основао нову престоницу — Самарију. Самарија је од тада била политички центар Израела. Под Омријевом династијом, односи са Јудејом били су мирни због династичког брака. Асирски извори помињу Израел као „кућу Омрија” што сведочи о значају и моћи овог краља. Богатство Израела огледа се и у савезу којег је краљевина склопила са богатим феничанским градом Тиром. Савез је био уперен против асирске контроле важних трговачких тачака на Леванту под владавином краља Шалмансера III (853. година).
Омријева династија збачена је крвавом побуном која је, могуће, била резултат напада Асираца. Побуну је подигао један од Омријевих генерала, Јуј, који је побио читаву Омријеву породицу и основао нову династију која ће Израелом владати стотину година. Најважнији догађај током владавине ове династије јесте сукоб са Дамаском око трговачких путева.
Узрок пада династије Јуја је, вероватно, војна акција асирског краља Тиглат-Пилесера III. У периоду од 745. до 722. године, Израел су погодили унутрашњи немири праћени честим узурпирањем краљевског престола. Асирском краљу је вероватно већ у овом периоду плаћао данак израелски краљ Менајим. У замену за то, асирски краљ помогао је Менајиму да освоји власт. Менајимови крвави покушаји да сакупи новац за Асирију довели су до атентата у коме је убијен. На престо долази Фекај који ступа у савез са старим противником Асирије, Дамаском. Савезу се прикључио и Едом. Њихов циљ био је да створе антиасирски блок који би преузео чворне тачке у трговини.

## Пад Израела
У оваквој ситуацији, јудејски краљ Ахаз (Јоахаз I) замолио је Тиглат-Пилесера III да интервенише у његову корист против непријатеља, нудећи му заузврат савез и данак. Асирски краљ се одазвао позиву и опсео Дамаск. Град је пао након двогодишње опсаде, 732. године. Територија Дамаска подељена је на асирске провинције, а део народа је депортован. Краљ је погубљен. Током истог похода, Асирци су освојили велике делове Израела, остављајући слабу државу са средиштем у Самарији. Краљевина је постала вазална држава Асирије. Међутим, након ковања завере са Египтом, чак и преостали делови краљевине престали су да постоје. Краљ, племство и елитни коњички одреди су депортовани. Народи из области Загроса, Вавилона и Арабије насељени су на просторима Израела.

## Израелски краљеви
Постоје бројне различите хронологије владавина израелских краљева. Наведену хронологију саставио је амерички оријенталист и археолог Вилијам Албрихт.
| Владар             | Владавина |
| ------------------ | --------- |
| Јеровоам           | 922—901   |
| Надаб              | 901—900   |
| Баша Израелски     | 900—887   |
| Ила                | 877—876   |
| Зимрије            | 876       |
| Омри               | 876—869   |
| Ахаб               | 869—850   |
| Охозија            | 850—849   |
| Јорам              | 849—842   |
| Јуј                | 842—815   |
| Јоахаз             | 815—801   |
| Јоас               | 801—786   |
| Јеровоам II        | 786—746   |
| Захарија Израелски | 746—745   |
| Салум              | 745       |
| Менајим            | 745—738   |
| Факија             | 738—737   |
| Фекеј              | 737—732   |
| Осија Израелски    | 732—722   |